# 더 시즌즈
《더 시즌즈》는 대한민국의 KBS 2TV에서 방송하는 심야 시간대 라이브 음악 프로그램이다.

## 방송 일정
| 채널    | 시즌 | 기간                                | 시간                                 | 비고      |
| ------- | ---- | ----------------------------------- | ------------------------------------ | --------- |
| KBS 2TV | 1기  | 2023년 2월 5일 ~ 2023년 4월 23일    | 매주 일요일 밤 10시 55분 ~ 12시 25분 | 통합 편성 |
| KBS 2TV | 2기  | 2023년 5월 14일 ~ 2023년 5월 21일   | 매주 일요일 밤 10시 55분 ~ 12시 25분 | 통합 편성 |
| KBS 2TV | 2기  | 2023년 6월 2일 ~ 2023년 8월 18일    | 매주 금요일 밤 10시 ~ 11시 30분      | 통합 편성 |
| KBS 2TV | 3기  | 2023년 9월 1일 ~ 2023년 10월 20일   | 매주 금요일 밤 10시 ~ 11시 30분      | 통합 편성 |
| KBS 2TV | 3기  | 2023년 10월 27일 ~ 2023년 12월 22일 | 매주 금요일 밤 11시 20분 ~ 12시 50분 | 통합 편성 |
| KBS 2TV | 4기  | 2024년 1월 5일 ~ 2024년 1월 26일    | 매주 금요일 밤 11시 20분 ~ 12시 50분 | 통합 편성 |
| KBS 2TV | 4기  | 2024년 2월 2일 ~ 2024년 3월 29일    | 매주 금요일 밤 10시 ~ 11시 30분      | 통합 편성 |
| KBS 2TV | 5기  | 2024년 4월 26일 ~ 2024년 9월 6일    | 매주 금요일 밤 10시 ~ 11시 30분      | 통합 편성 |
| KBS 2TV | 6기  | 2024년 9월 27일 ~ 2025년 2월 21일   | 매주 금요일 밤 10시 ~ 11시 30분      | 통합 편성 |
| KBS 2TV | 7기  | 2025년 3월 14일 ~ 2025년 5월 9일    | 매주 금요일 밤 10시 ~ 11시 30분      | 통합 편성 |
| KBS 2TV | 7기  | 2025년 5월 16일 ~ 2025년 8월 1일    | 매주 금요일 밤 11시 20분 ~ 12시 50분 | 통합 편성 |
| KBS 2TV | 8기  | 2025년 9월 5일 ~                    |                                      | 통합 편성 |

## 방송 시리즈
| 방송 시즌 | 방송 횟수 | 프로그램명         | 방송 기간                         | 진행자          |
| --------- | --------- | ------------------ | --------------------------------- | --------------- |
| 1기       | 12부작    | 박재범의 드라이브  | 2023년 2월 5일 ~ 2023년 4월 23일  | 박재범          |
| 2기       | 14부작    | 최정훈의 밤의 공원 | 2023년 5월 14일 ~ 2023년 8월 18일 | 최정훈 (잔나비) |
| 3기       | 14부작    | 악뮤의 오날오밤    | 2023년 9월 1일 ~ 2023년 12월 22일 | AKMU            |
| 4기       | 13부작    | 이효리의 레드카펫  | 2024년 1월 5일 ~ 2024년 3월 29일  | 이효리          |
| 5기       | 17부작    | 지코의 아티스트    | 2024년 4월 26일 ~ 2024년 9월 6일  | 지코 (블락비)   |
| 6기       | 20부작    | 이영지의 레인보우  | 2024년 9월 27일 ~ 2025년 2월 21일 | 이영지          |
| 7기       | 21부작    | 박보검의 칸타빌레  | 2025년 3월 14일 ~ 2025년 8월 1일  | 박보검          |
| 8기       |           | 십센치의 쓰담쓰담  | 2025년 9월 5일 ~                  | 10CM            |

## 에피소드 목록

### 시즌 1: 박재범의 드라이브
| 회차 | 방송일          | 게스트                                            |
| ---- | --------------- | ------------------------------------------------- |
| 1회  | 2023년 2월 5일  | 이찬혁 (AKMU), 양희은, 이영지, 바밍타이거, 크러쉬 |
| 2회  | 2023년 2월 12일 | 10cm, 멜로망스, 시온, 저스디스, 적재              |
| 3회  | 2023년 2월 19일 | 다이나믹 듀오, 허성현, 다나카, xooos, BE'O        |
| 4회  | 2023년 2월 26일 | 임창정, 폴 킴, 빅 나티, 프롬올투휴먼              |
| 5회  | 2023년 3월 5일  | 화사 (마마무), 장동윤, 설인아, 루시, DUT2         |
| 6회  | 2023년 3월 12일 | 권진아, 구만, j-hope                              |
| 7회  | 2023년 3월 19일 | 김조한 (솔리드), 챈슬러, 소란, 황소윤, 지올 팍    |
| 8회  | 2023년 3월 26일 | MSG워너비, 원슈타인, 페퍼톤스, 김재환, 대니 구    |
| 9회  | 2023년 4월 2일  | 로이킴, 이무진, 피식대학, 마마무+, 네이비라인     |
| 10회 | 2023년 4월 9일  | 헤이즈, 에이핑크, 죠지, 소코도모                  |
| 11회 | 2023년 4월 16일 | 볼빨간사춘기, 아이브, 더 로즈, 제이클레프         |
| 12회 | 2023년 4월 23일 | 타이거 JK, 제시, 정찬성, 백종원                   |

### 시즌 2: 최정훈의 밤의공원
| 회차 | 방송일          | 게스트                                                      |
| ---- | --------------- | ----------------------------------------------------------- |
| 1회  | 2023년 5월 14일 | 김창완, 최정훈, 장기하, 이동휘, 박정현, 미노이, 잔나비      |
| 2회  | 2023년 5월 21일 | 김필, 박재정, (여자)아이들, 이무진, SURL                    |
| 3회  | 2023년 6월 2일  | 지올 팍, 양희은, 멜로망스, 선우정아, 나상현씨밴드           |
| 4회  | 2023년 6월 9일  | 폴킴, 옥상달빛, 숏박스, 이승윤                              |
| 5회  | 2023년 6월 16일 | 테이, 딘딘, 정인, 카더가든, 최유리                          |
| 6회  | 2023년 6월 23일 | 조현아 (어반자카파), 웻보이, 정엽, 로이킴, 페노메코, 양동근 |
| 7회  | 2023년 6월 30일 | UV, 유병재, 조나단, 스텔라장, 유준상, 노브레인, 김건우      |
| 8회  | 2023년 7월 7일  | 정승환, 김서형, 최정훈, 박기영, 실리카겔                    |
| 9회  | 2023년 7월 14일 | 빈지노, 데이브레이크, 효린 (씨스타), Paul Blanco, EXO       |
| 10회 | 2023년 7월 21일 | 강민경 (다비치), 김완선, 태양인, 찌디, 백야                 |
| 11회 | 2023년 7월 28일 | 새소년, 박원, 고아성, 오마이걸                              |
| 12회 | 2023년 8월 4일  | 곽진언, 노을, 김푸름, ITZY                                  |
| 13회 | 2023년 8월 11일 | 터치드, 넬, 김히어라, 10cm, 다섯, YB                        |
| 14회 | 2023년 8월 18일 | 크라잉넛, 정마에와 쿵치타치, 잔나비, 한지민, 주우재, 박재정 |

### 시즌 3: 악뮤의 오날오밤
| 회차 | 방송일           | 게스트                                                                            |
| ---- | ---------------- | --------------------------------------------------------------------------------- |
| 1회  | 2023년 9월 1일   | 이적, 이성경, 250, 비비, AKMU                                                     |
| 2회  | 2023년 9월 8일   | 화사 (마마무), 신세휘, 김세정, 하이키, Young K (DAY6)                             |
| 3회  | 2023년 9월 15일  | 정용화 (씨엔블루), 김수철, 로시, 이진아                                           |
| 4회  | 2023년 9월 22일  | 지누션, 디오 (EXO), 오션, 안신애                                                  |
| 5회  | 2023년 10월 6일  | 하동균, 신성록, 시온, SOLE                                                        |
| 6회  | 2023년 10월 13일 | 이석훈 (SG워너비), 휘인 (마마무), 이연, 투모로우바이투게더                        |
| 7회  | 2023년 10월 20일 | 이효리, 강승원, 최정훈 (잔나비), 최유리, 로꼬                                     |
| 8회  | 2023년 10월 27일 | 제시, 선미, 유회승, 르세라핌                                                      |
| 9회  | 2023년 11월 3일  | 전인권, 린, 민니 ((여자)아이들), 태민 (샤이니)                                    |
| 10회 | 2023년 11월 10일 | 에픽하이, SUMIN, HYNN, 방예담                                                     |
| 11회 | 2023년 11월 17일 | 거미, 츄, 후디, 크러쉬                                                            |
| 12회 | 2023년 12월 1일  | 다비치, 이상이, 미노이, 서동현, Gist                                              |
| 13회 | 2023년 12월 8일  | 박진영, 자이언티, 헤이즈, 유승우                                                  |
| 14회 | 2023년 12월 22일 | UV, 임시완, 이선빈, 장윤주, 윤지성, 윤슬기, 선우정아, 김민석, AKMU, 이수현 (AKMU) |

### 시즌 4: 이효리의 레드카펫
| 회차 | 방송일          | 게스트 |
| ---- | --------------- | --- |
| 1회  | 2024년 1월 5일  | 베베, 이찬혁 (AKMU), 신동엽, 제니 (블랙핑크), 이정은                                                                              |
| 2회  | 2024년 1월 12일 | 윤하, 라이즈, 김필, 실리카겔 |
| 3회  | 2024년 1월 19일 | 한영애, 씨스타19, B1A4, WOODZ |
| 4회  | 2024년 1월 26일 | 데프콘, ITZY, 후이 (펜타곤), 유라                                                                                                 |
| 5회  | 2024년 2월 2일  | 박명수, 이정하, 김민석 (멜로망스), (여자)아이들                                                                                   |
| 6회  | 2024년 2월 9일  | 브로맨스, 김호영, 흰, 첸 (EXO), 로이킴, 박재정, 랄랄, 효린 (씨스타), 이지혜 (샵), 신용재, 김나영, 빅마마 (이영현, 박민혜), 박기영 |
| 7회  | 2024년 2월 16일 | 김범수, 웨이브 투 어스, 규현 (슈퍼주니어), 김고은                                                                                 |
| 8회  | 2024년 2월 23일 | 엄정화, ENHYPEN, 차은우 (아스트로), LE SSERAFIM                                                                                   |
| 9회  | 2024년 3월 1일  | 허회경, 별, Key (샤이니), 텐 (NCT), 이이경                                                                                        |
| 10회 | 2024년 3월 8일  | 정재형, 이은지, SG워너비, 스윙스                                                                                                  |
| 11회 | 2024년 3월 15일 | 옥상달빛, 청하, 볼빨간사춘기, 하이라이트                                                                                          |
| 12회 | 2024년 3월 22일 | DAY6, 김필선, 유연석, 뮤지 (UV), 백지영                                                                                           |
| 13회 | 2024년 3월 29일 | 정미조, 박재범, 최정훈 (잔나비), AKMU, 이효리                                                                                     |

### 시즌 5: 지코의 아티스트
| 회차 | 방송일          | 게스트                                                             |
| ---- | --------------- | ------------------------------------------------------------------ |
| 1회  | 2024년 4월 26일 | 다이나믹 듀오, 최백호, KISS OF LIFE, 비, 이용진                    |
| 2회  | 2024년 5월 3일  | 10cm, 김윤아 (자우림), 이무진, 도영 (NCT), 공명                    |
| 3회  | 2024년 5월 10일 | 도경수 (EXO), 육성재 (비투비), 기리보이, 원슈타인, 스텔라장        |
| 4회  | 2024년 5월 17일 | 바다 (S.E.S.), 유태오, 최유리, 솔라 (마마무)                       |
| 5회  | 2024년 5월 24일 | 정동원, 허용별, 보이넥스트도어                                     |
| 6회  | 2024년 5월 31일 | 페퍼톤스, 배수지, 박보검, 제로베이스원                             |
| 7회  | 2024년 6월 7일  | 고영배 (소란), 김정민, 김경호, 수호 (EXO)                          |
| 8회  | 2024년 6월 14일 | 이승철, 선미, 고경표, 첸 (EXO)                                     |
| 9회  | 2024년 6월 21일 | 권은비, 한로로, 하이키, 빌리 아릴리시                              |
| 10회 | 2024년 6월 28일 | 케이윌, 츄, 엔플라잉, TWS                                          |
| 11회 | 2024년 7월 5일  | 이영지, 안신애, 원위                                               |
| 12회 | 2024년 7월 12일 | (여자)아이들, 벤, 이승윤                                           |
| 13회 | 2024년 7월 26일 | FT 아일랜드, 더콰이엇, NCT 127                                     |
| 14회 | 2024년 8월 16일 | 온유 (샤이니), 전소미, 죠지, 봉태규                                |
| 15회 | 2024년 8월 23일 | 스컬&하하, 효린 (씨스타), NMIXX, 크리스토퍼, 태민 (샤이니), 조정석 |
| 16회 | 2024년 8월 30일 | 오마이걸, 이재욱, 소수빈                                           |
| 17회 | 2024년 9월 6일  | 스탠다드프렌즈, 장필순, 황제성, 블락비, 지코                       |

### 시즌 6: 이영지의 레인보우
| 회차 | 방송일           | 게스트 |
| ---- | ---------------- | --- |
| 1회  | 2024년 9월 27일  | 화사 (마마무), 이은지, 장기하, 김연자, 이영지                                                                                     |
| 2회  | 2024년 10월 4일  | 이적, 이창섭 (비투비), 미미 (오마이걸), 안유진 (IVE), 너드커넥션                                                                  |
| 3회  | 2024년 10월 11일 | 박재범, 박정민, Key (샤이니), 박기영                                                                                              |
| 4회  | 2024년 10월 18일 | 윤도현 (YB), 김호영, 김형표 (RYE), 김현주, 씨엔블루                                                                               |
| 5회  | 2024년 10월 25일 | 선우정아, 로이킴, 김승주, JD1 |
| 6회  | 2024년 11월 1일  | 적재, 노브, 존박, aespa |
| 7회  | 2024년 11월 8일  | 투모로우바이투게더, 터치드, 민호 (샤이니), UV, 유병재, 조나단 욤비                                                                |
| 8회  | 2024년 11월 15일 | LANY, VIVIZ, 키코, 코요태, 2AM |
| 9회  | 2024년 11월 22일 | 에이티즈, EJel, 이동휘, 크러쉬 |
| 10회 | 2024년 11월 29일 | 소란, 로제 (블랙핑크), 규현 (슈퍼주니어), 양다일                                                                                  |
| 11회 | 2024년 12월 6일  | 하현상, 윤마치, 이이경, 트와이스                                                                                                  |
| 12회 | 2024년 12월 13일 | 데이브레이크, 구원찬, 백지영, WayV                                                                                                |
| 13회 | 2024년 12월 27일 | 백현 (EXO), 최유리, 10CM, 고영배 (소란), 로이킴, 선우정아, 안신애, 양희은, 고경표, 2AM, 존박, 스텔라장, 김민석 (멜로망스), 인순이 |
| 14회 | 2025년 1월 10일  | 여자친구, 케이시, 송중기, 부석순                                                                                                  |
| 15회 | 2025년 1월 17일  | 정인, 라디, 거미, 다이나믹 듀오, 이영현 (빅마마), Xdinary Heroes                                                                  |
| 16회 | 2025년 1월 24일  | 딕펑스, 제이미, 민니 ((여자)아이들), 김완선, 슬기 (레드벨벳), 박진영                                                              |
| 17회 | 2025년 1월 31일  | 브브걸, 보라미유, 폴킴, 은혁 (슈퍼주니어)                                                                                         |
| 18회 | 2025년 2월 7일   | IVE, 유다빈밴드, 정승환, 김민하                                                                                                   |
| 19회 | 2025년 2월 14일  | 휘인 (마마무), 청하, 홍이삭, 양치기소년단                                                                                         |
| 20회 | 2025년 2월 21일  | YB, 더 발룬티어스, 나영석 |

### 시즌 7: 박보검의 칸타빌레
| 회차 | 방송일          | 게스트                                                                        |
| ---- | --------------- | ----------------------------------------------------------------------------- |
| 1회  | 2025년 3월 14일 | 노영심, 선우정아, 진영, 곽동연, 김유정, 정준일, 호시X우지 (세븐틴)            |
| 2회  | 2025년 3월 21일 | 조남지대, 이승윤, 드래곤포니, 곽진언                                          |
| 3회  | 2025년 3월 28일 | 서인국, 조현아 (어반자카파), 옥상달빛, NMIXX                                  |
| 4회  | 2025년 4월 4일  | 송소희, 로이킴, 스텔라장, 비트펠라 하우스                                     |
| 5회  | 2025년 4월 11일 | 윤종신, 대성 (빅뱅), 누에라, 정마에와 쿵치타치                                |
| 6회  | 2025년 4월 18일 | 이승철, 딘딘, 박은태, 차지연                                                  |
| 7회  | 2025년 4월 25일 | TWS, 이준영, 정은지 (에이핑크), 루시, 멜로망스                                |
| 8회  | 2025년 5월 2일  | 잔나비, 사라강, 권진아, MEOVV                                                 |
| 9회  | 2025년 5월 9일  | 김현철, 윤상, 팀, 이현우, 조성모, 델리스파이스, 애즈원, 배기성 (캔), 체리필터 |
| 10회 | 2025년 5월 16일 | 비비, 보이넥스트도어, 정승환, 오월오일                                        |
| 11회 | 2025년 5월 23일 | 아이들, 데이 브레이크, 백현 (EXO), 산만한 시선                                |
| 12회 | 2025년 5월 30일 | 장들레, 조혜련, 페퍼톤스, 이무진, 허성태, 이상이                              |
| 13회 | 2025년 6월 6일  | 강승원, 소수빈, 엔하이픈, 엔플라잉, 밀레나                                    |
| 14회 | 2025년 6월 13일 | 유키 쿠라모토, 김연아, 최유리, 신인류, KISS OF LIFE                           |
| 15회 | 2025년 6월 20일 | 오존, 카더가든, 정미조, 샘킴, 유인원                                          |
| 16회 | 2025년 6월 27일 | 이상순, 바비킴, 정수민, 김나영                                                |
| 17회 | 2025년 7월 4일  | 하하, 주우재, 곽범, 김준현, 한해, 문세윤, 양세형, 양세찬, 박경림, 박수홍      |
| 18회 | 2025년 7월 11일 | 정용화 (씨엔블루), g0nny, 안효섭, HITGS                                       |
| 19회 | 2025년 7월 18일 | 슈퍼주니어, 선우정아, 지소쿠리 클럽, 폴프랑코                                 |
| 20회 | 2025년 7월 25일 | 십센치, 하현상, 마리아킴, 베이비 돈크라이                                     |
| 21회 | 2025년 8월 1일  | 자이언티, 아이유, 김범수, 뮤지컬 친구들                                       |

### 시즌 8: 10CM의 쓰담쓰담
| 회차 | 방송일           | 게스트 |
| ---- | ---------------- | ------ |
| 1회  | 2025년 9월 5일   |        |
| 2회  | 2025년 9월 12일  |        |
| 3회  | 2025년 9월 19일  |        |
| 4회  | 2025년 9월 26일  |        |
| 5회  | 2025년 10월 3일  |        |
| 6회  | 2025년 10월 10일 |        |
| 7회  | 2025년 10월 17일 |        |
| 8회  | 2025년 10월 24일 |        |
| 9회  | 2025년 10월 31일 |        |
| 10회 | 2025년 11월 7일  |        |
| 11회 | 2025년 11월 14일 |        |
| 12회 | 2025년 11월 21일 |        |
| 13회 | 2025년 11월 28일 |        |
| 14회 | 2025년 12월 5일  |        |
| 15회 | 2025년 12월 12일 |        |
| 16회 | 2025년 12월 19일 |        |

## 수상 목록

### 시상식
- 2024년 KBS 연예대상 쇼&버라이어티 부문 남자 신인상 (지코)
- 2024년 KBS 연예대상 방송작가상 (서현아)
- 2024년 KBS 연예대상 쇼&버라이어티 부문 여자 우수상 (이영지)

## 결방 및 편성 변경 사유
2023년
- 5월 28일 : 마이 리틀 히어로 재방송 관계로 결방.
- 9월 29일 : 2022 항저우 아시안 게임 중계 편성으로 결방.
- 10월 6일(시즌3 5회) : 2022 항저우 아시안 게임 중계 편성으로 밤 11시에 편성.
- 11월 3일(시즌3 9회) : 골든걸스 편성으로 밤 11시 30분에 편성.
- 11월 10일(시즌3 10회) : 2023년 한국시리즈 중계방송으로 밤 1시 20분[5]에 편성.
- 11월 24일 : 《제44회 청룡영화상》 생중계로 결방.
- 12월 15일 : 《2023 뮤직뱅크 글로벌 페스티벌》 생중계로 결방.

2024년
- 5월 10일 ~ 5월 17일(시즌5 3회 ~ 4회) : 《싱크로유》 방영으로 밤 11시 25분에 편성.
- 7월 19일 : 《청룡시리즈어워즈》 생중계로 결방.
- 8월 2일 ~ 8월 9일 : 2024년 파리 하계 올림픽 중계방송으로 인한 결방.
- 11월 29일(시즌6 10회) : 《제45회 청룡영화상》 생중계 편성으로 밤 10시 50분에 편성.
- 12월 20일 : 《2024 KBS 가요대축제》 생중계로 인한 결방.

2025년
- 1월 3일 : 제주항공 2216편 활주로 이탈 사고로 국가애도기간으로 결방.